# Łojków
Łojków [pronunciación en polaco: /ˈwɔi̯kuf/] es un pueblo en el distrito administrativo de Gmina Potworów, dentro del Distrito de Przysucha, Voivodato de Mazovia, en el centro-este de Polonia. Se encuentra aproximadamente 18 kilómetros al norte de Przysucha y 81 kilómetros al sur de Varsovia.